# Liga Portugal 2
Die Liga Portugal 2 (ehemals Segunda Liga) ist die zweithöchste Spielklasse im portugiesischen Fußball. Sie wurde 1990 unter dem Namen Segunda Divisão de Honra (Zweite Ehrendivision) als eingleisige Liga gegründet und schob sich vor die dreigleisige Segunda Divisão, die somit zur dritthöchsten portugiesischen Liga wurde. Als 2000 der portugiesische Profiligaverband LPFP die ersten beiden Spielklassen übernahm, erhielt die zweithöchste Liga den Namen Segunda Liga (Zweite Liga).
In den Saisons 2002/03 bis 2005/06 war der offizielle Name der 2. portugiesischen Fußball-Liga Liga de Honra, die portugiesische Bezeichnung für Ehrendivision. Ab der Saison 2007/08 wurde der Ligenname kommerziell vermarktet, wenngleich Liga de Honra weiterhin im allgemeinen Sprachgebrauch verwendet wurde. Sie wird professionell betrieben und von der Liga Portuguesa de Futebol Profissional, organisiert aus den Profi-Clubs und dem Portugiesischen Fußballverband, verwaltet. Die Liga bestand zunächst aus 18 Vereinen, die in einer Hin- und Rückrunde ausgespielt wird. Bis zur Saison 2004/05 stiegen die drei Erstplatzierten in die 1. Liga, die SuperLiga, auf und die drei Letztplatzierten in die Segunda Divisão Portuguesa ab. Ab der Saison 2006/07 wurden die Profiligen auf 16 Teilnehmer reduziert, weshalb in der Saison 2005/06 nur zwei Aufsteiger, aber vier Absteiger ausgespielt wurden.
In der Saison 2006/07 wurde die Liga nach dem Hauptsponsor in Liga Vitalis benannt. In der Saison 2010/11 wurde als offizieller Name Liga Orangina verwendet. Zur Saison 2012/13 wurde die wieder in Segunda Liga umbenannte Spielklasse auf 22 Vereine aufgestockt (wobei 6 Zweite Mannschaften von Erstligisten (Benfica, Sporting, Porto, Braga, Guimaraes, Maritimo) aufgenommen wurden) und es gibt je zwei Auf- und Absteiger.
Nachdem in der Saison 2014/15 die Liga auf 24 Vereine aufgestockt worden war, wurde sie 2016/17 wieder auf 22 Klubs reduziert. Daher stiegen 2016 fünf Teams ab. 2017/18 nahmen dann nur noch 20 Mannschaften teil. Seit der Saison 2018/19 spielen nur noch 18 Mannschaften in dieser Klasse.
Seit der Saison 2021/22 folgt unterhalb der zweiten Liga Portugals, die zweigleisige Liga 3, als neue drittklassige Liga Portugals.

## Bisherige Meister
- 1990/91: FC Paços de Ferreira
- 1991/92: SC Espinho
- 1992/93: CF Estrela Amadora
- 1993/94: FC Tirsense
- 1994/95: Leça FC
- 1995/96: Rio Ave FC
- 1996/97: SC Campomaiorense
- 1997/98: União Leiria
- 1998/99: Gil Vicente FC
- 1999/00: FC Paços de Ferreira
- 2000/01: CD Santa Clara
- 2001/02: Moreirense FC
- 2002/03: Rio Ave FC
- 2003/04: GD Estoril Praia
- 2004/05: FC Paços de Ferreira
- 2005/06: SC Beira-Mar
- 2006/07: Leixões SC
- 2007/08: CD Trofense
- 2008/09: SC Olhanense
- 2009/10: SC Beira-Mar
- 2010/11: Gil Vicente FC
- 2011/12: GD Estoril Praia
- 2012/13: Belenenses Lissabon
- 2013/14: Moreirense FC
- 2014/15: CD Tondela
- 2015/16: FC Porto B
- 2016/17: Portimonense SC
- 2017/18: Nacional Funchal
- 2018/19: FC Paços de Ferreira
- 2019/20: abgebrochen....
- 2020/21: GD Estoril Praia
- 2021/22: Rio Ave FC
- 2022/23: Moreirense FC
- 2023/24: CD Santa Clara